# Détournement du F27 de Korean Air
La tentative du détournement du F27 de Korean Air a lieu le 23 janvier 1971 dans la province de Gangwon, en Corée du Sud. L'appareil Fokker F27 Friendship 500 de la compagnie sud-coréenne Korean Air, effectuant un vol intérieur entre l'aéroport de Sokcho (en) (Gangneung) et l'aéroport international de Gimpo (Séoul), est détourné par le jeune passager sud-coréen, Kim Seong-tae (1949-1971), avec 5 membres d'équipage et 49 passagers — sans compter Kim Seong-tae,. Après une deuxième explosion de grenade ayant mortellement blessé un copilote stagiaire, l'avion a atterri à la plage désertée de Chodo-ri, à Goseong,, non loin de Sokcho. La cause de cette tentative du détournement est restée inconnue, en raison de la mort du pirate de l'air tué par un agent de sûreté dans l'avion.

## Déroulement
Le 23 janvier 1971, à 13 h 7, il neige à l'aéroport de Sokcho, qui, aujourd'hui, est devenu une aérodrome militaire depuis l'ouverture de l'aéroport international de Yangyang en 2002, à Gangneung, dans la province de Gangwon. 5 membres d'équipage et 50 passagers sont à bord de l'appareil Fokker F27 Friendship 500 pour rejoindre l'aéroport international de Gimpo, à Séoul. 20 ou 30 minutes après le décollage avec 10 minutes de retard, à 3 048 m ou 3 171 m au-dessus d'Hongcheon, un jeune passager sud-coréen de 22 ans, Kim Seong-tae fonce vers le poste de pilotage et explose la porte avec une de ses deux grenades. Le jeune assaillant hurle sur le commandant de bord et le copilote : « Je me suis préparé à la mort. Tournez-vous vers la Corée du Nord ! ». Le commandant de bord Lee Kang-heun tente de le calmer, puis feint de détourner la destination du vol en transmettant discrètement un signal de détresse à la tour de contrôle et de faire un faux atterrissage à la base aérienne de la Force aérienne de Ganseong, à Goseong. Le pirate de l'air se rend compte de sa manipulation et menace de déclencher sa seconde grenade. Le commandant de bord change d'altitude.
Bien que la tour de contrôle ait reçu le signal, deux avions de chasse F-5 sont envoyés pour approcher l'avion et l'encercler afin de l'empêcher de survoler le nord. Kim Seong-tae les ayant aperçu, il menace à nouveau d'utiliser sa grenade. Le commandant de bord tente de lui mentir en disant qu'ils sont en Corée du Nord et que ce sont des avions MiG nord-coréens qui viennent à leur rencontre. Kim Seong-tae les regarde alors de près par le hublot, à ce moment-là Choi Cheon-il, agent de sûreté, brandit son arme et tire sur le jeune terroriste qui reçoit une balle dans la tête et meurt sur le coup. La grenade qu'il tenait dans sa main tombe sur le sol, le copilote, Jeon Myeong-se, se précipite vers la bombe et la couvre de tout son corps. Bien que l'explosion soit fortement réduite, le copilote est mortellement blessé, à la jambe droite et au bras gauche.
Le commandant de bord, quant à lui, fait plonger l'avion et prépare l'atterrissage d'urgence. À 14 h 20, l'avion s'écrase brutalement sur la plage désertée de Chodo-ri,, à Goseong (Gangwon), les deux ailes sont arrachées. Tous les passagers, à l'exception de Kim Seong-tae, sont saufs sinon légèrement blessés excepté huit, gravement blessés, dont Jeon Myeong-se, Lee Kang-heun et Choi Seok-ja, chef de cabine.
Jeon Myeong-se est transporté en urgence à Séoul, mais meurt d'une hémorragie interne durant le trajet. Plus tard, ce héros est honoré à titre posthume du statut de pilote officiel, de la Médaille du service patriotique de première classe et du prix du pilote. Il est inhumé au cimetière national de Séoul.
Malgré la mort de Kim Seong-tae, la raison de cette tentative du détournement vers la Corée du Nord reste encore inconnue.

## Liste de quelques passagers et des membres d'équipage

### Membres d'équipage
1. Lee Kang-heun (이강헌), commandant de bord (37 ans)[1] ;
2. Jeon Myeong-se (전명세), copilote stagiaire (40 ans)[1] ;
3. Choi Seok-ja (최석자), cheffe de cabine[1] ;
4. Choi Cheon-il (최천일), agent de sûreté[1].

### Passagers
1. Kim Seong-tae (김성태), pirate de l'air (22 ans)[1] ;
2. Jeong Geun-bong (정근봉)[4].

## Dans la culture
Le film catastrophe sud-coréen Piège en altitude — Hijack 1971 pour les pays anglophones — (하이재킹, 2024), réalisé par Kim Sung-han, avec Ha Jeong-woo, Yeo Jin-goo, Sung Dong-il et Chae Soo-bin dans les rôles principaux, relate cette tentative du détournement,,.